# Волфганг от Регенсбург
Волфганг Регенсбургски (на немски: Wolfgang von Regensburg, * ок. 924, Швабия, вероятно Пфулинген, † 31 октомври 994, Пупинг, днес в Горна Австрия) е мисионер и епископ на Регенсбург от 972 до 994 г. Той е Светия, католическата църква го чества на 31 октомври.

## Биография
Волфганг посещава на 10 години манастирското училище Райхенау и по-късно отива в новооснованото катедрално училище във Вюрцбург. Около 956 г. той поема ръководството на училището в Трир и става там църковен декан.
След смъртта на съученика му и приятел архиепископа на Трир Хайнрих I фон Бабенберг († 3 юли 964) император Ото I извиква Волфганг в Кьолн. Там той отказва да бъде ръкоположен за епископ и през 965 г. влиза в Бенедиктинския манастир Айнзиделн в Швейцария, където през 968 г. на 43 години е ръкоположен за свещеник от епископ Улрих Аугсбургски.
През 971 г. Волфганг отива като мисионер в Унгария, през 972 г. е извикан обратно и към края на годината е помазан за епископ на Регенсбург. През 975 г. Волфганг основава катедрално училище с хор. Той поема възпитанието на децата на Хайнрих II от Бавария.
На път за Пьохларн на река Дунав Волфганг умира на 31 октомври 994 г. в капелата Св. Отмар в Пупинг (Горна Австрия) и е погребан в манастирската църква Св. Емерам в Регенсбург. Волфганг определил своя ученик Тагино за свой наследник, обаче Ото III избира Гебхард I.
Волфганг е обявен за Светия на 7 октомври 1052 г. от папа Лъв IX.

## Галерия
- Св. Волфганг
- Гробът на Волфганг в базиликата Св. Емерам, Регенсбург
- Пощенска марка за 1000-годишнина от смъртта на Свети Волфганг